# 霞が関
霞が関（かすみがせき）は、東京都千代田区の町名。各中央省庁の庁舎が所在し、隣接する永田町・隼町とともに日本の首都機能を担っている。日本を代表する官公庁街として知られ、「霞ヶ関」は省庁やそこに勤める官僚の代名詞ともなっている。現行行政地名は霞が関一丁目から霞が関三丁目。郵便番号は100-0013。
なお、住所は「霞が関」であるが、最寄りの地下鉄駅は『霞ケ関駅』と文字表記が異なっている。

## 概要
旧麹町区に当たる麹町地域内である。皇居の南に位置し、日比谷公園が東に接する。地域的には、東が内幸町（日比谷地区）、南が港区虎ノ門、西が国会議事堂や首相官邸などが立地する永田町となる。永田町は海抜20m前後の高台で、日比谷は海抜1m前後の低地であるため、西から東に向かって緩やかに傾斜している。基本的に官庁街であるが、霞が関ビルディングなどの民間のオフィスビルも所在する。

## 歴史

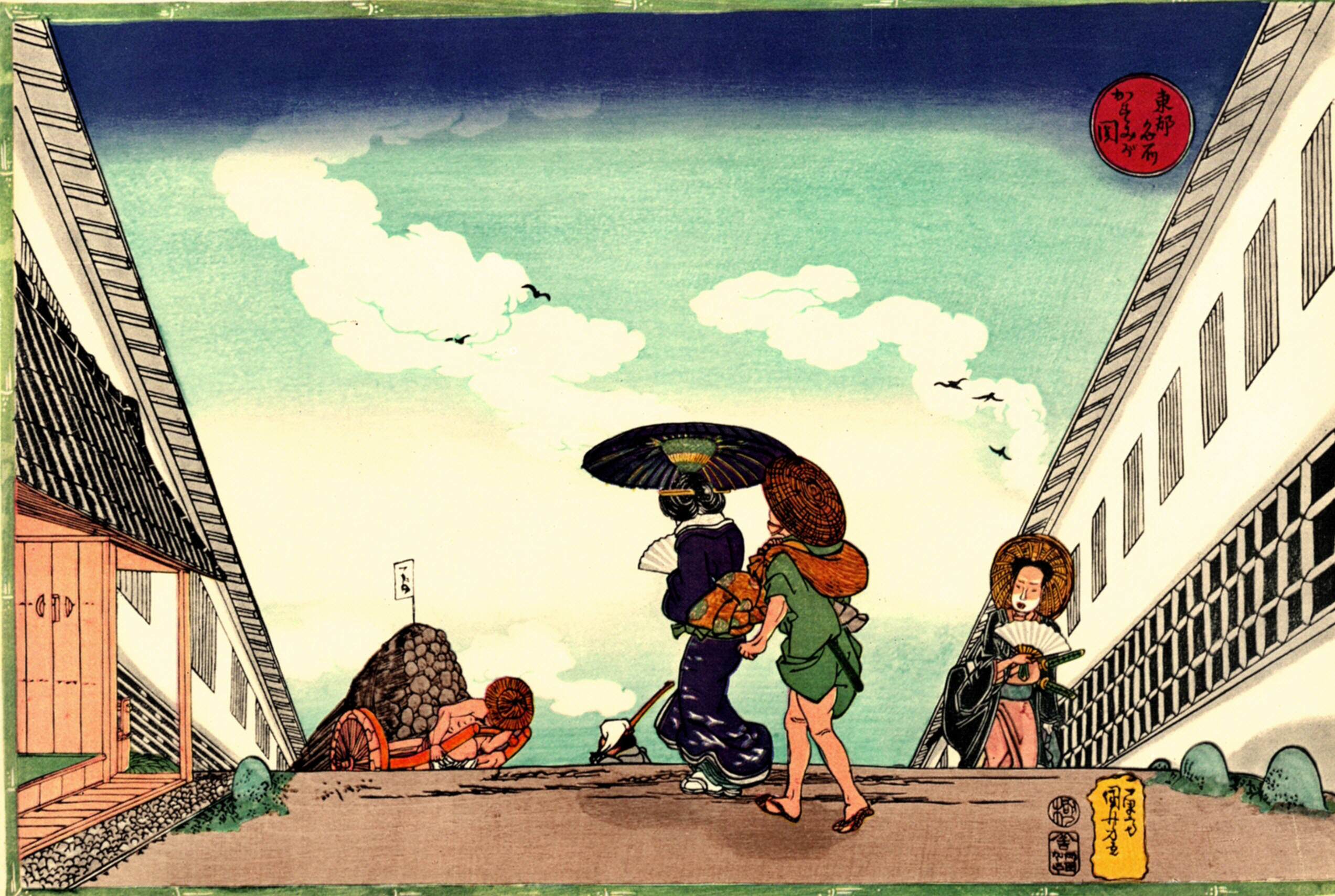
浅野広島藩屋敷と黒田福岡藩屋敷　歌川国芳

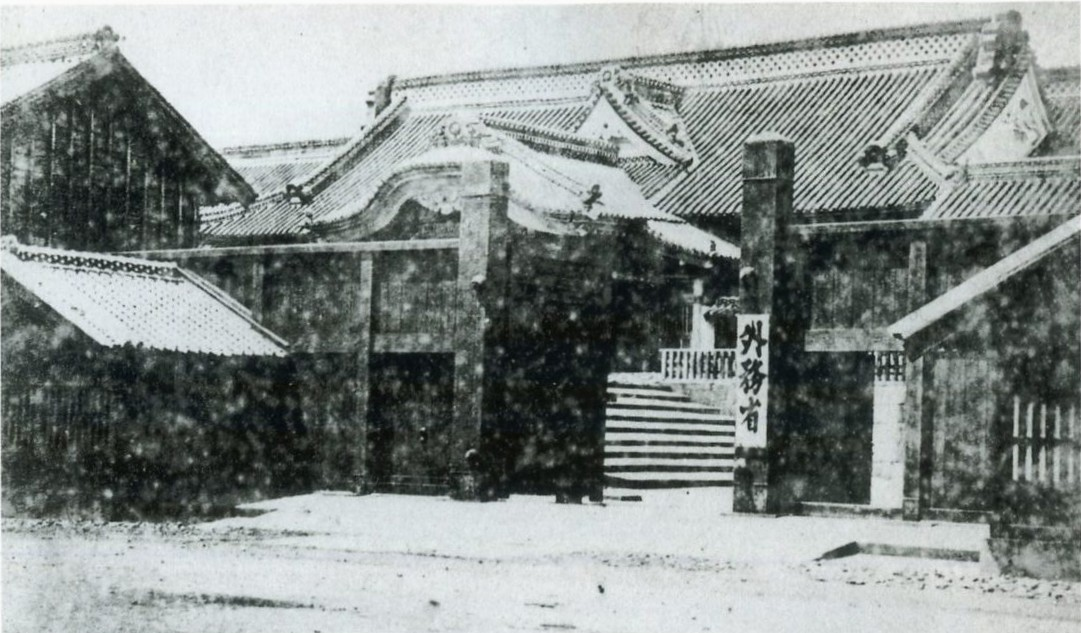
外務省になった福岡藩邸

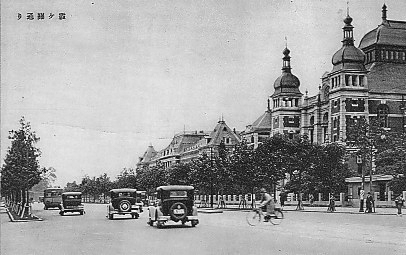
霞が関（1930年代）

中世から東国の名所として広く知られており、1364年（貞治3年）の『新拾遺和歌集』にも「徒らに名をのみとめてあづま路の霞の関も春ぞくれぬる」として詠まれているが、これが現在の千代田区霞が関にあたるかどうかについては異論もあり、具体的には新宿区霞岳町、狭山市下広瀬、多摩市関戸などが候補として挙がっている。
江戸時代には大名屋敷が建ち並ぶ地域であった。江戸城本丸に近いにもかかわらず、上杉家や浅野家などの外様大名の屋敷もある点が丸の内との違いである。明治時代になり、福岡藩屋敷に外務省が置かれたことをきっかけに、井上馨外務大臣を中心として「官庁集中計画」が持ち上がりドイツから建築家を招いて大規模な都市計画が立てられた。しかし大審院と司法省が完成した時点で予算不足のため計画は大幅に縮小された。その後、大手町から内務省と大蔵省が移転するなど、少しずつ中央官庁街の体裁が整っていった。
戦後は米軍の業務、住宅施設が存在していた時期もあったが、1951年に施行された官庁営繕法（現・官公庁施設の建設等に関する法律、昭和26年法律第181号）に基づいて官庁営繕審議会及び首都建設委員会において検討が進められ、都内に分散していた官公庁施設を霞が関周辺に集積する「中央官衙地区整備に関する計画」が公告され、霞が関を官庁街とする方針が固まる。1954年（昭和29年）には戦後初めての本格的耐火建築物として農林省霞ヶ関合同庁舎（現・中央合同庁舎第1号館）が完成。1958年（昭和33年）2月23日には東京都が霞が関と永田町を「東京都市計画一団地 霞が関団地」として都市計画決定。1967年4月1日に住居表示が実施され、一部が永田町に編入された。翌1968年に日本初の超高層オフィスビルである霞が関ビルディングが完成している。

### 町名の変遷
| 実施後       | 実施年月日   | 実施前（特記なければ各町名ともその一部）                                 |
| ------------ | ------------ | ------------------------------------------------------------------------ |
| 霞が関一丁目 | 1967年4月1日 | 霞ケ関一丁目、霞ケ関二丁目、霞ケ関三丁目                                 |
| 霞が関二丁目 | 1967年4月1日 | 霞ケ関一丁目、霞ケ関二丁目                                               |
| 霞が関三丁目 | 1967年4月1日 | 霞ケ関三丁目、三年町、永田町二丁目                                       |
| 永田町一丁目 | 1967年4月1日 | 永田町一丁目（大部分）、三年町、霞ケ関一丁目、霞ケ関二丁目、霞ケ関三丁目 |

## 学区
区立小・中学校に通う場合、学区は以下の通りとなる（2017年8月現在）。なお、千代田区の中学校では学校選択制度を導入しており、区内全域から選択することが可能。
- 区域 : 一丁目、二丁目、三丁目　各全域
  - 小学校 : 千代田区立麹町小学校
  - 中学校 : 千代田区立麹町中学校 または 千代田区立神田一橋中学校

## 事業所
2021年（令和3年）現在の経済センサス調査による事業所数と従業員数は以下の通りである。
| 丁目         | 事業所数  | 従業員数 |
| ------------ | --------- | -------- |
| 霞が関一丁目 | 177事業所 | 27,780人 |
| 霞が関二丁目 | 77事業所  | 24,582人 |
| 霞が関三丁目 | 519事業所 | 42,582人 |
| 計           | 773事業所 | 94,944人 |

### 事業者数の変遷
経済センサスによる事業所数の推移。
| 年                 | 事業者数 |
| ------------------ | -------- |
| 2016年（平成28年） | 574      |
| 2021年（令和3年）  | 773      |

### 従業員数の変遷
経済センサスによる従業員数の推移。
| 年                 | 従業員数 |
| ------------------ | -------- |
| 2016年（平成28年） | 36,747   |
| 2021年（令和3年）  | 94,944   |

## 施設

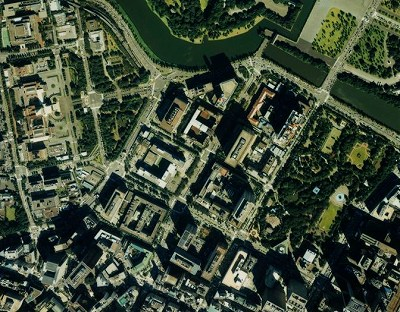
霞が関周辺・1989年

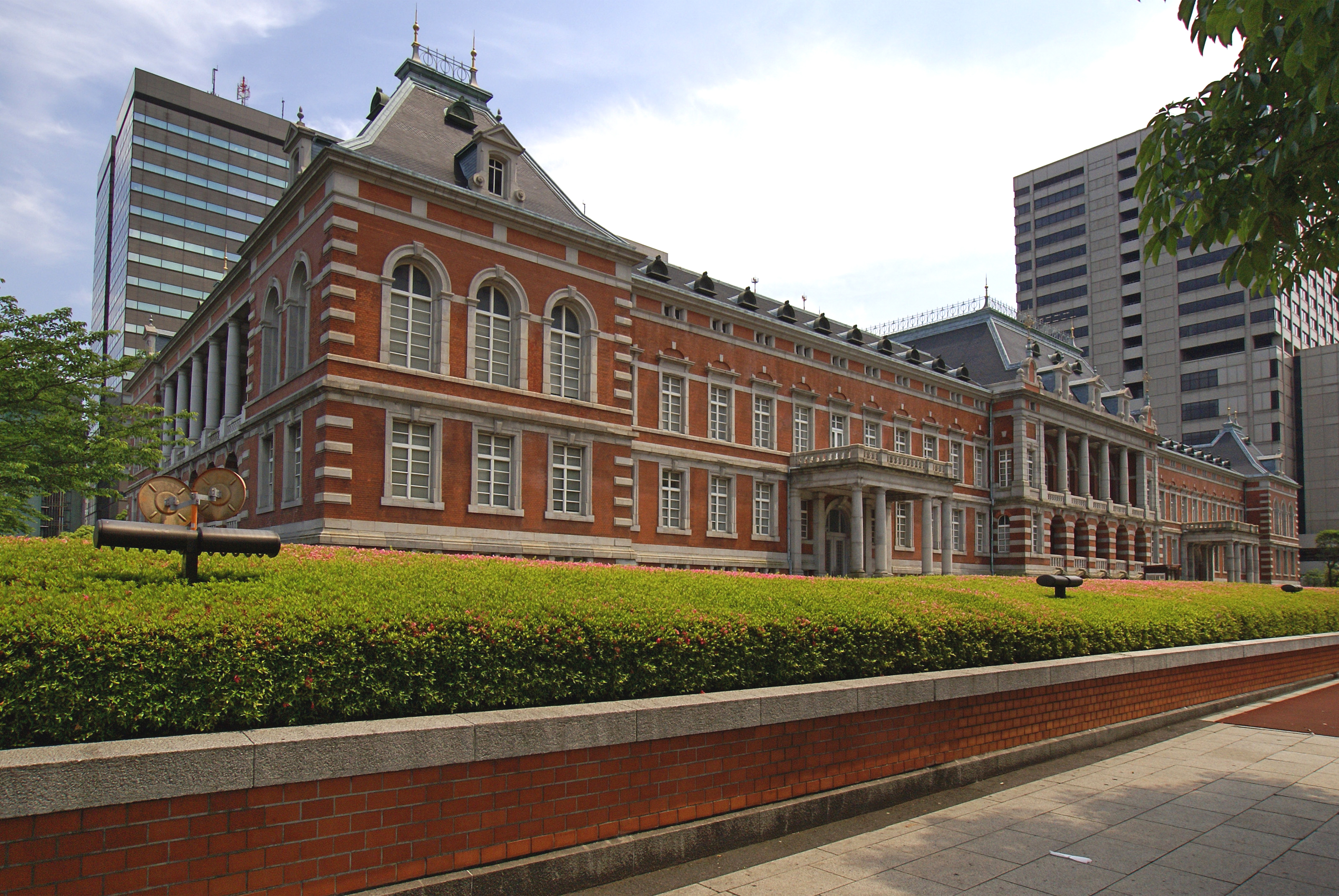
法務省 旧本館

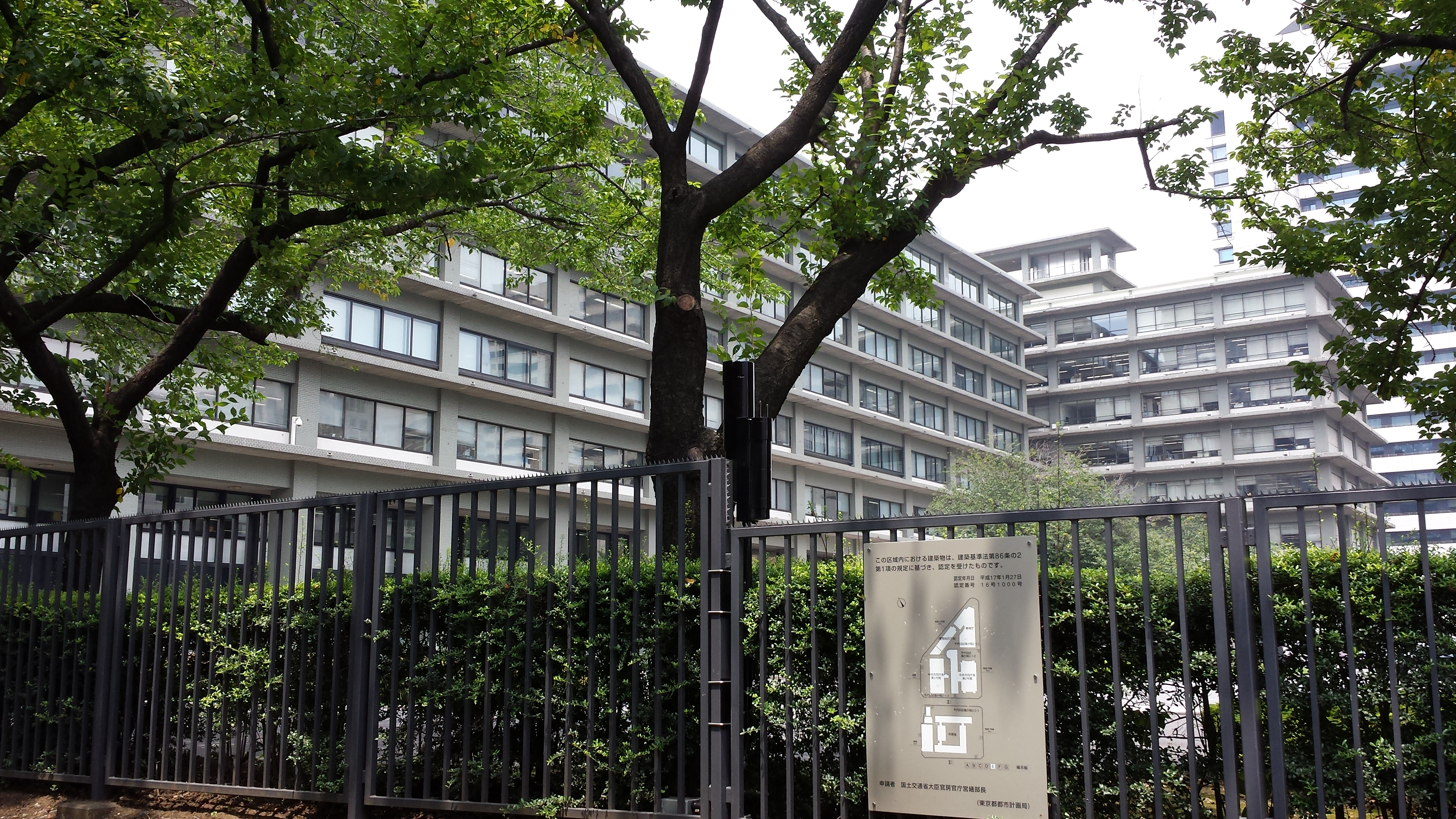
外務省

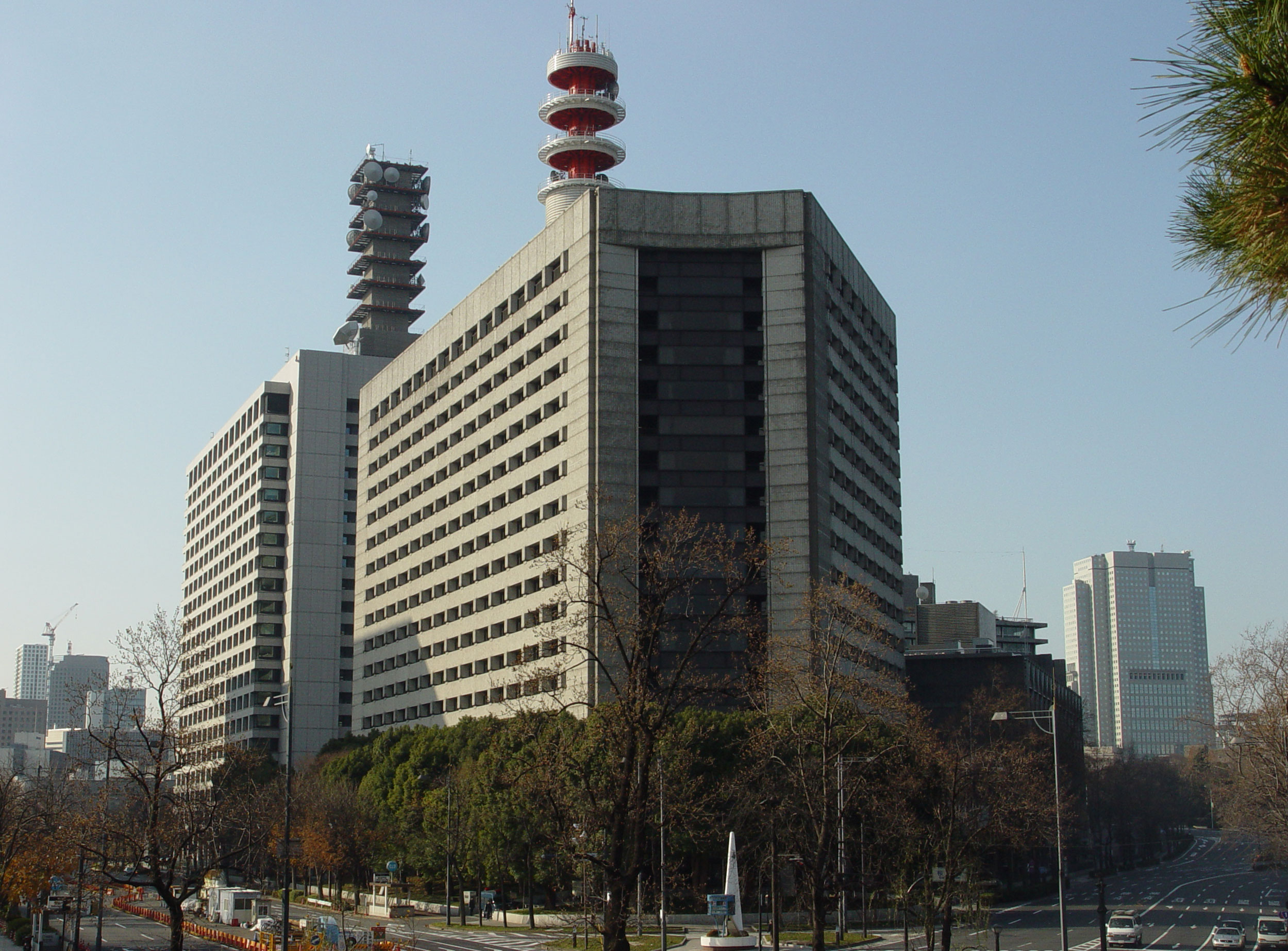
警視庁

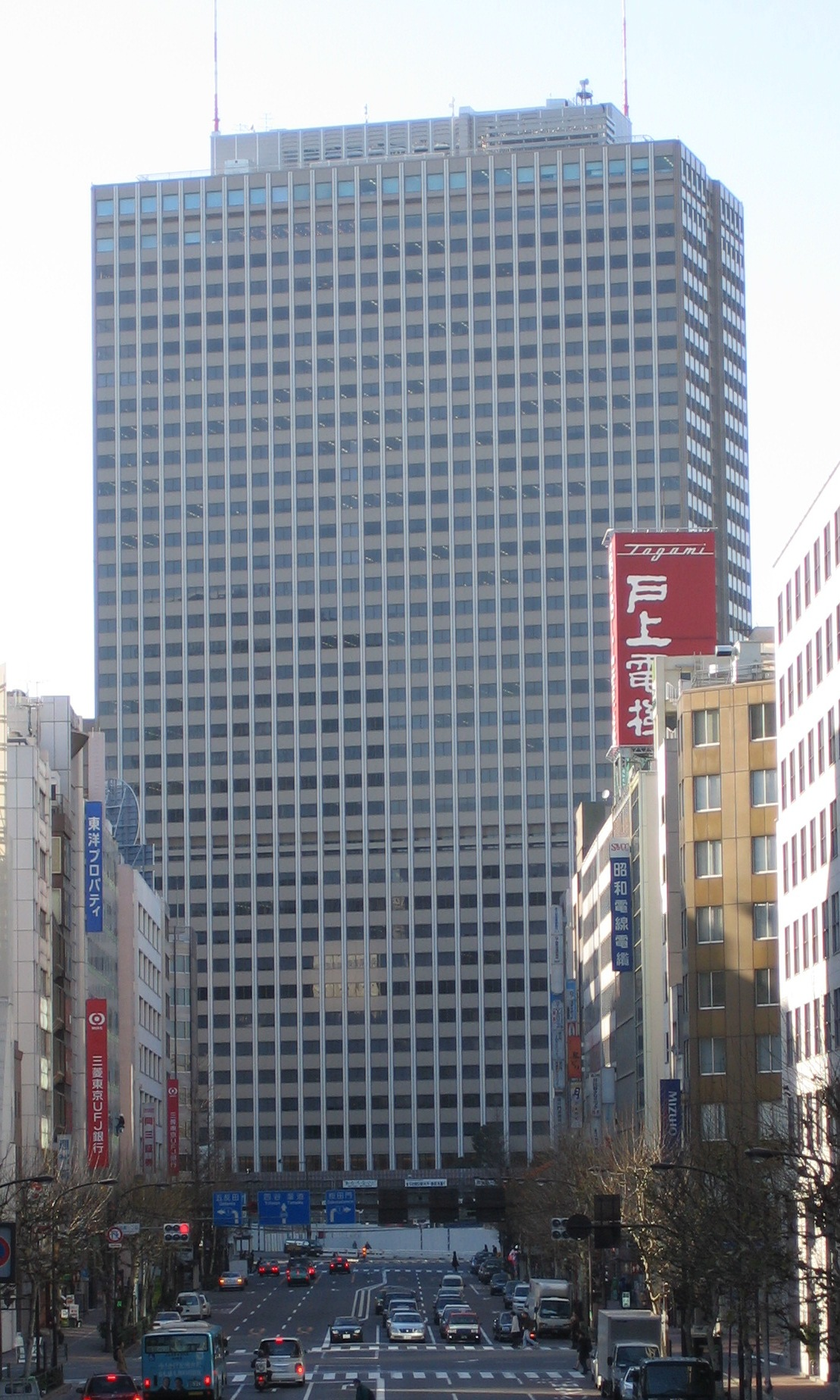
霞が関ビルディング

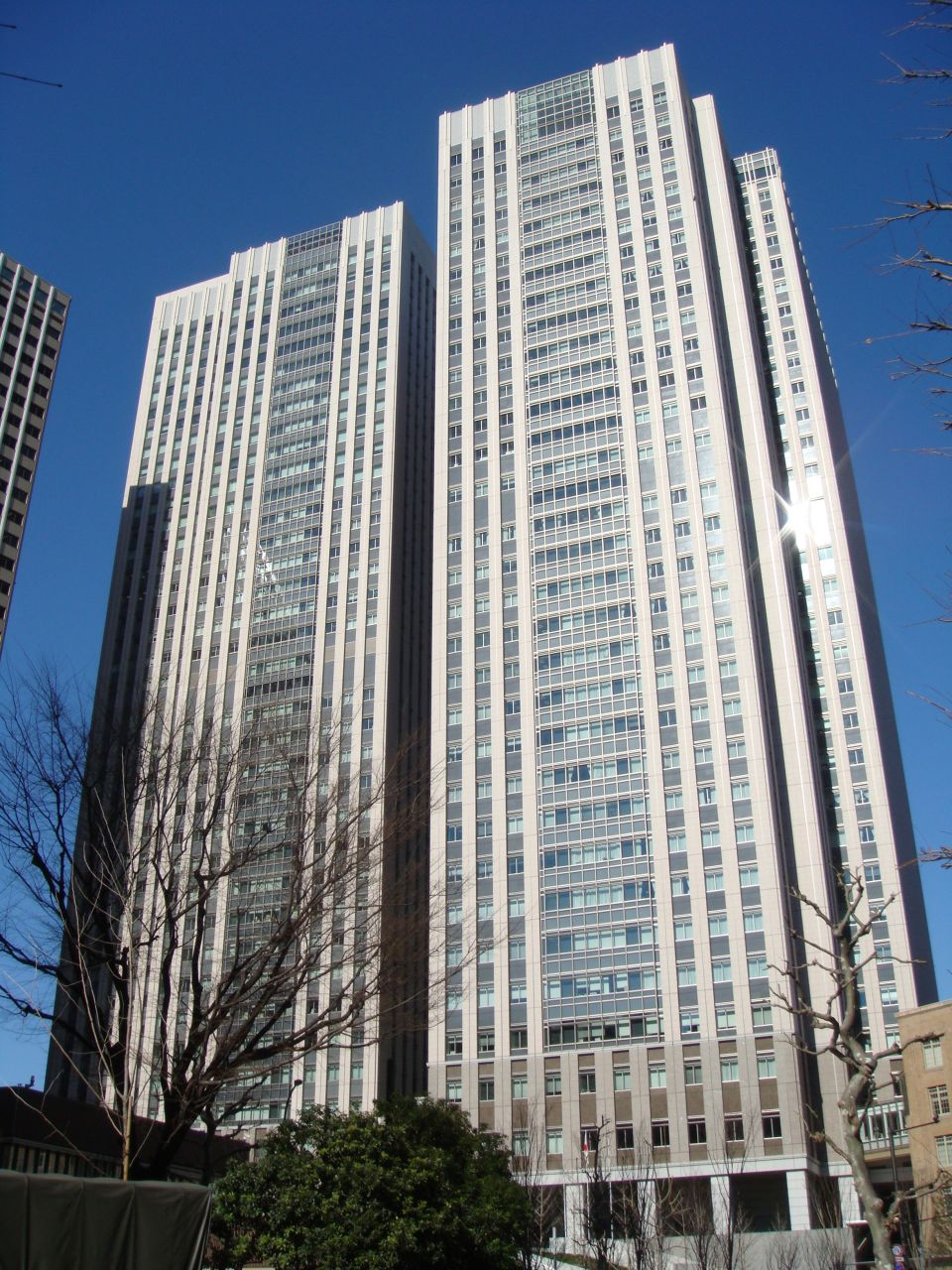
霞が関コモンゲート（文部科学省）

### 霞が関一丁目
- 中央合同庁舎第1号館 - 農林水産省・林野庁・水産庁
- 中央合同庁舎第5号館
  - 本館 - 厚生労働省・環境省
  - 別館 - 人事院
- 中央合同庁舎第6号館
  - A棟 - 法務省・最高検察庁・東京高等検察庁・東京地方検察庁（総務部司法修習課・交通部・特別捜査部を除く）・東京区検察庁（道路交通部を除く。）・公安審査委員会・公安調査庁・出入国在留管理庁
  - B棟 - 公正取引委員会・東京地方検察庁（総務部司法修習課・交通部・特別捜査部を除く）・東京区検察庁（道路交通部を除く。）
  - C棟 - 東京家庭裁判所・東京簡易裁判所（民事部・事務部）・東京地方裁判所（民事第8部・民事第20部）
  - 赤れんが棟（法務省旧本館）- 法務総合研究所本所・国立国会図書館支部法務図書館・法務史料展示室
- 東京高等地方簡易裁判所合同庁舎 - 東京高等裁判所本庁・東京地方裁判所本庁（民事第8部・民事第20部・民事第21部を除く）・東京簡易裁判所（刑事）・東京第一～第六検察審査会
- 弁護士会館 - 日本弁護士連合会・日弁連法務研究財団・関東弁護士会連合会・東京弁護士会・第一東京弁護士会・第二東京弁護士会
- 経済産業省総合庁舎 - 経済産業省本省・中小企業庁・資源エネルギー庁
- 日本郵政ビル - 日本郵政株式会社・日本郵便株式会社・株式会社ゆうちょ銀行・株式会社かんぽ生命保険各社本社
- 大同生命霞が関ビル - ベトナム航空日本支社・世界知的所有権機関日本事務所
- 日土地ビル - 首都高速道路株式会社本社

### 霞が関二丁目
- 警視庁本部庁舎 - 警視庁本部
- 中央合同庁舎第2号館 - 総務省・消防庁・国家公安委員会・警察庁・国土交通省・運輸安全委員会・海難審判所
- 中央合同庁舎第3号館 - 国土交通省・海上保安庁・観光庁
- 外務省庁舎 - 外務省

### 霞が関三丁目
- 財務省庁舎 - 財務省本省・国税庁
- 中央合同庁舎第4号館 - 内閣府（大臣官房の一部・国際平和協力本部事務局・原子力委員会等）・内閣法制局・総務省（公害等調整委員会）・農林水産省（農林水産政策研究所）

- 霞が関コモンゲート
  - 中央合同庁舎第7号館東館 - 文部科学省・会計検査院
  - 同・西館 - 金融庁
  - 旧文部省庁舎 - 文化庁
  - アネックス - テナント店舗
- 霞が関ビルディング - アジア開発銀行駐日代表事務所・アジア開発銀行研究所
- 特許庁総合庁舎 - 特許庁・独立行政法人工業所有権情報・研修館
- 新霞が関ビルディング - 東日本高速道路本社

## 交通

### 鉄道
- 霞ケ関駅（東京地下鉄  丸ノ内線  日比谷線  千代田線）
- 桜田門駅（東京地下鉄  有楽町線）
- 虎ノ門駅（東京地下鉄  銀座線） - 出入口が設けられている。駅の所在地は港区虎ノ門。

### バス
- 霞が関三丁目停留所（都営バス都01系統・RH01系統・深夜01系統）
- 霞が関停留所（都営バス橋63系統）
- 経済産業省前停留所（都営バス橋63系統・東急バス/東98系統）
- 霞が関停留所（JRバス関東） - 都営バスの経済産業省停留所と同じ位置。東京駅方面行き降車のみの扱いであり、乗車はできない。

### 首都高速道路
- 首都高速都心環状線
- 霞が関出入口

## その他

### 日本郵便
- ビル除く全域の郵便番号は、100-0013[3]である。各ビルの郵便番号は以下の通りである[13]。なお、集配局はすべて銀座郵便局である。[14]。

| ビル名     | 地上階    | 郵便番号           | 郵便番号       |
| ビル名     | 地上階    | 階層ごと           | 地階・階層不明 |
| ---------- | --------- | ------------------ | -------------- |
| 霞が関ビル | 1階〜36階 | 100-6001〜100-6036 | 100-6090       |

※各ビルの郵便番号は6・7ケタ目に地上階毎の郵便番号が割り振られています。（例：1階は「01」、10階は「10」）

## 関連文献
- 斎藤長秋 編「巻之三 天璣之部 霞ヶ關舊蹟」『江戸名所図会』 2巻、有朋堂書店〈有朋堂文庫〉、1927年、25-31頁。NDLJP:1174144/17。